# Campoletis lipomerus
Campoletis lipomerus là một loài tò vò trong họ Ichneumonidae.